# Marnate
Marnate är en ort och kommun i provinsen Varese i regionen Lombardiet i Italien. Kommunen hade 7 936 invånare (2018).